# 單帶短尾負鼠
單帶短尾負鼠是一種在南美洲可能已滅絕的負鼠，過去僅收集到兩次的標本，分別為1821年的巴西及1899年的阿根廷，直至2013年，在不同地區的努力仍未有進一步的資料。